# Oxford (Nova York)
Oxford és una població dels Estats Units a l'estat de Nova York. Segons el cens del 2000 tenia 1.584 habitants.

## Demografia
Segons el cens del 2000, Oxford tenia 1.584 habitants, 607 habitatges, i 423 famílies. La densitat de població era de 343,6 habitants per km².
Dels 607 habitatges en un 33,3% hi vivien nens de menys de 18 anys, en un 51,1% hi vivien parelles casades, en un 12,4% dones solteres, i en un 30,3% no eren unitats familiars. En el 26,2% dels habitatges hi vivien persones soles el 13,3% de les quals corresponia a persones de 65 anys o més que vivien soles. El nombre mitjà de persones vivint en cada habitatge era de 2,52 i el nombre mitjà de persones que vivien en cada família era de 2,98.
Per edats la població es repartia de la següent manera: un 25,6% tenia menys de 18 anys, un 8,8% entre 18 i 24, un 24,6% entre 25 i 44, un 23,7% de 45 a 60 i un 17,4% 65 anys o més.
L'edat mediana era de 39 anys. Per cada 100 dones de 18 o més anys hi havia 91,7 homes.
La renda mediana per habitatge era de 37.692 $ i la renda mediana per família de 43.125 $. Els homes tenien una renda mediana de 29.408 $ mentre que les dones 22.222 $. La renda per capita de la població era de 16.576 $. Entorn del 7,7% de les famílies i el 14,3% de la població estaven per davall del llindar de pobresa.